# АЕС Грайфсвальд
АЕС Грайфсвальд (нім. Kernkraftwerk Greifswald) — закрита атомна електростанція в Німеччині, потужністю 2200 МВт. Найбільша з двох АЕС Східної Німеччини (друга — Райнсберзька АЕС). Після об'єднання Німеччини ці атомні електростанції Східної Німеччини були закритті через відмінності в стандартах безпеки.
За проєктом Грайсвальдська АЕС мала складатися з 8 енергоблоків типу ВВЕР-440. Побудовано було лише 6 енергоблоків. Перші чотири енергоблоки були введені в експлуатацію в 1973—1979 рр. П'ятий енергоблок був завершений у 1989 році і почав проходити експлуатаційні випробування. Реактор 6-го енергоблоку так і не було запущено. 
Майданчик АЕС розташований на березі Балтійського моря біля містечка Любмін, за 15 км на схід від Грайфсвальда. 

## Закриття
У кінці 1989 року державні органи ядерного регулювання країн, що експлуатують АЕС з реакторами ВВЕР (включаючи СРСР), визнали за необхідність введення великої кількості нових систем безпеки, які були необхідні практично в усіх областях. Усі східнонімецькі реактори були закриті незабаром після возз'єднання, а будівництво нових припинене. Повторне введення в експлуатацію було можливе лише за умов дотримання всіх стандартів ядерної безпеки Західної Німеччини.
Переконавшись у тому, що модернізація та перехід на нові стандарти безпеки були економічно недоцільними та піддаючись значному громадському тиску антиатомного руху, новий уряд об'єднаної Німеччини вирішив у 1991 році вивести чотири працюючі реактори з експлуатації, закрити 5-й енергоблок, який проходив початкові випробування, не вводити в експлуатацію повністю завершений 6-й енергоблок, а також припинити будівництво двох додаткових енергоблоків. За рішенням уряду будівництво Штендальскої АЕС також було припинено.

## Аварії
7 грудня 1975 р. коротке замикання, викликане помилкою оператора, призвело до пожежі в головному жолобі першого енергоблоку та зруйнувало лінії керування та живлення п'яти з шести головних охолоджувальних насосів. Знеструмлення насосів призвело до перегріву активної зони, що загрожувало розплавленням реактора. Повне руйнування реактора з викидом радіації цілком могло статися, якби 6-й насос також вийшов з ладу. Збитки становили 443 млн марок. Інформація про цю аварію була засекречена та приховувалася до 1989 року. 
24 листопада 1989 р. під час планових випробувань п'ятого енергоблоку три з шести охолоджувальних насосів було відключено. Під час тесту 4-й насос вийшов з ладу що також призвело до часткової втрати контролю над реактором, десять паливних елементів було пошкоджено, що загрожувало розплавленням активної зони.
Оприлюднення інформації про ці аварії в міжнародній пресі викликало великий резонанс у Німецькому суспільстві та призвело до посилення Німецького антиядерного руху.

## Проєкт з декомісії

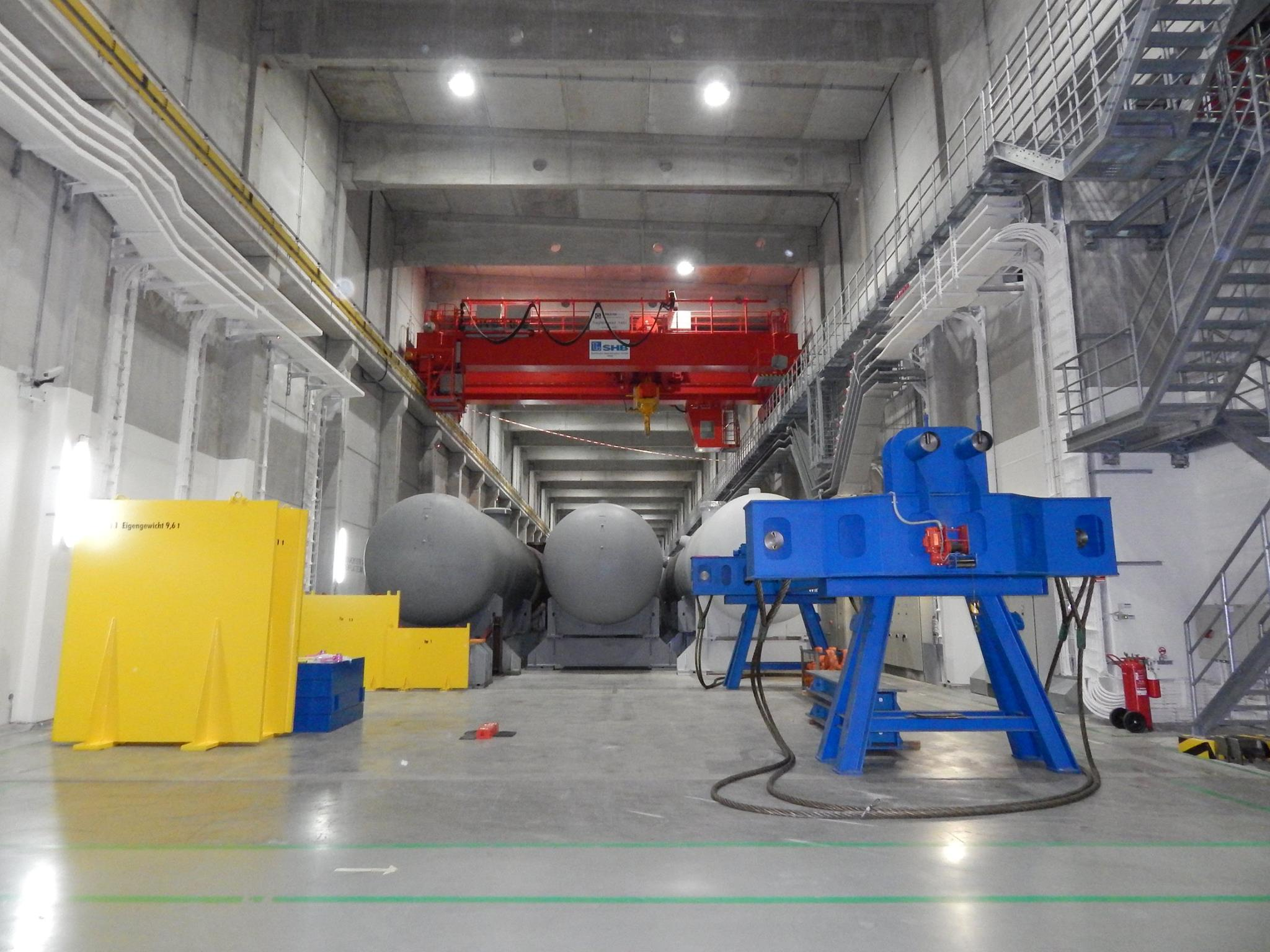
Демонтовані елементи обладнання АЕС в сховищі радіоактивних відходів

У 1995 році було прийняте остаточне рішення про декомісію та почався демонтаж обладнання. Для управління проєктами з декомісії об'єктів атомної промисловості в східній Німеччині було створено концерн Energiewerke Nord [Архівовано 14 квітня 2016 у Wayback Machine.].
Проєкт зі зняття з експлуатації АЕС Грайсвальд і демонтажу промислових атомних енергоблоків досі є наймасштабнішим у світі і найбільш успішним. Перша стадія проєкту завершена. Відпрацьоване ядерне паливо в контейнерах для тривалого зберігання та радіоактивно заражені елементи обладнання переміщені в тимчасове сховище, побудоване на майданчику АЕС. 

### Перетворення на порт та індустріальну зону
З самого початку проєкту з декомісії планувалося повторне промислове використання майданчика АЕС та окремих споруд, що значно покращило економіку проєкту та підвищило його ефективність. Після демонтажу генераторів та іншого обладнання турбінний зал станції довжиною 800 метрів було перетворено в цехи для виробництва компонентів офшорних вітрових турбін, морських кранів та великовантажних човнів. Скидний канал у Балтійське море було поглиблено та перетворено на промисловий порт.

## Дані енергоблоків
У 1989 році АЕС мала п'ять діючих енергоблоків:
| Енергоблок           | Тип реактору | Нетто- потужність | Брутто- потужність | Початок будівництва | Синхронізація з електромережею | Комерційна експлуатація | Закриття                                     |
| -------------------- | ------------ | ----------------- | ------------------ | ------------------- | ------------------------------ | ----------------------- | -------------------------------------------- |
| Greifswald-1 (KGR 1) | ВВЕР-440/230 | 408 МВт           | 440 МВт            | 01.03.1970          | 17.12.1973                     | 12.07.1974              | 14.02.1990                                   |
| Greifswald-2 (KGR 2) | ВВЕР-440/230 | 408 МВт           | 440 МВт            | 01.03.1970          | 23.12.1974                     | 16.04.1975              | 14.02.1990                                   |
| Greifswald-3 (KGR 3) | ВВЕР-440/230 | 408 МВт           | 440 МВт            | 01.04.1972          | 24.10.1977                     | 01.05.1978              | 28.02.1990                                   |
| Greifswald-4 (KGR 4) | ВВЕР-440/230 | 408 МВт           | 440 МВт            | 01.04.1972          | 03.09.1979                     | 01.11.1979              | 22.07.1990                                   |
| Greifswald-5 (KGR 5) | ВВЕР-440/213 | 408 МВт           | 440 МВт            | 01.12.1976          | 24.04.1989                     | 01.11.1989              | 24.11.1989                                   |
| Greifswald-6 (KGR 6) | ВВЕР-440/213 | 408 МВт           | 440 МВт            | 01.12.1976          | -                              | -                       | добудований, але не запущений в експлуатацію |
| Greifswald-7 (KGR 7) | ВВЕР-440/213 | 408 МВт           | 440 МВт            | 01.12.1978          | будівництво зупинене           | -                       | проєкт припинений 01.10.1990                 |
| Greifswald-8 (KGR 8) | ВВЕР-440/213 | 408 МВт           | 440 МВт            | 01.12.1978          | будівництво зупинене           | -                       | проєкт припинений 01.10.1990                 |